# Andrea di Giovanni
Andrea di Giovanni dit Andrea da Murano (actif de 1462 - 1507) est un peintre vénitien actif entre la fin du XVe  et le début du  XVIe siècle.

## Biographie
Andrea di Giovanni actif à Venise, les premières nouvelles le concernant remontent au 7 août et 17 septembre 1462 et le  20 février 1463 (dorures des coquilles du chœur de l'église sainte Zaccaria). Le 10 janvier 1468, il reçoit conjointement de  Bartolomeo Vivarini, commande pour des compositions historiques sur toile, désormais perdues, pour la Scuola di San Marco (dont il a probablement réalisé Vie d'Abraham) et dont il était confratello depuis six ans. 
En 1472, il dirige un atelier à Santa Maria Formosa, ou avec son frère Girolamo, graveur, il prend comme apprenti un certain Francesco. Dans la même année ainsi qu'en 1475 il est cité comme témoin. 
C'est probablement en 1484 qu'il commence le retable pour l'église Santa Maria di Trebaseleghe de Trévise qui lui a été payé en 1501. 
En 1499, il habite à  Castelfranco Veneto avec sa famille. 
Le retable de l'église paroissiale de Mussolente (Vicence) est signé, et daté de 1502.
À Padoue, la qualité sculpturale et rigoureuse de ses formes témoigne de l'influence de Mantegna et Donatello ainsi que sur sa période tardive de Giovanni Bellini. 
Son travail est souvent associé et parfois confondu avec celui d'Andrea del Castagno et il est supposé que ce soit Andrea di Giovanni et non Andrea del Castagno qui ait collaboré à la réalisation des mosaïques de la Cappella dei Mascoli de San Marco.
Il n'y a aucune nouvelle concernant des travaux lui étant attribués après 1507.

## Œuvres
- Polyptyque (1478)[2], 80 × 199 cm,Tempera sur bois, panneau central de  152 × 88 cm, panneaux latéraux de 152 × 47 cm, lunette de 80 × 199 cm, Gallerie dell'Accademia de Venise,

Seulement deux de ses œuvres sont signées et datées :
- Saint Antoine, église  Minori Conventuali di Camposampiero (1486). (« OPVS/ANDREAE. DE. MVRANO »)
- Retable de Mussolente (« OPVS. ANDREAE/DE. MVRANO 1502 »).

D'autres sont seulement signées: le triptyque de l'Accademia ainsi qu'une œuvre conservée à Murano (Museo Vetrario). 
Deux retables représentant la Vierge et l'Enfant, une signée  (collection Vittorio Cini) et une autre conservée au musée d'art de l'université de Princeton. La figure de la Vierge dans les deux cas est semblable tandis que la position de l'Enfant diverge ; dans l'une il est dormant et dans l'autre joueur. 
Un retable démembré,  qui semble être de sa main,  représentant l'Enfant dormant, serrant sur sa poitrine deux cerises, est conservée au  musée de Castelvecchio de Vérone.